# 新化老街
23°02′08″N 120°18′29″E / 23.0354576°N 120.3081207°E

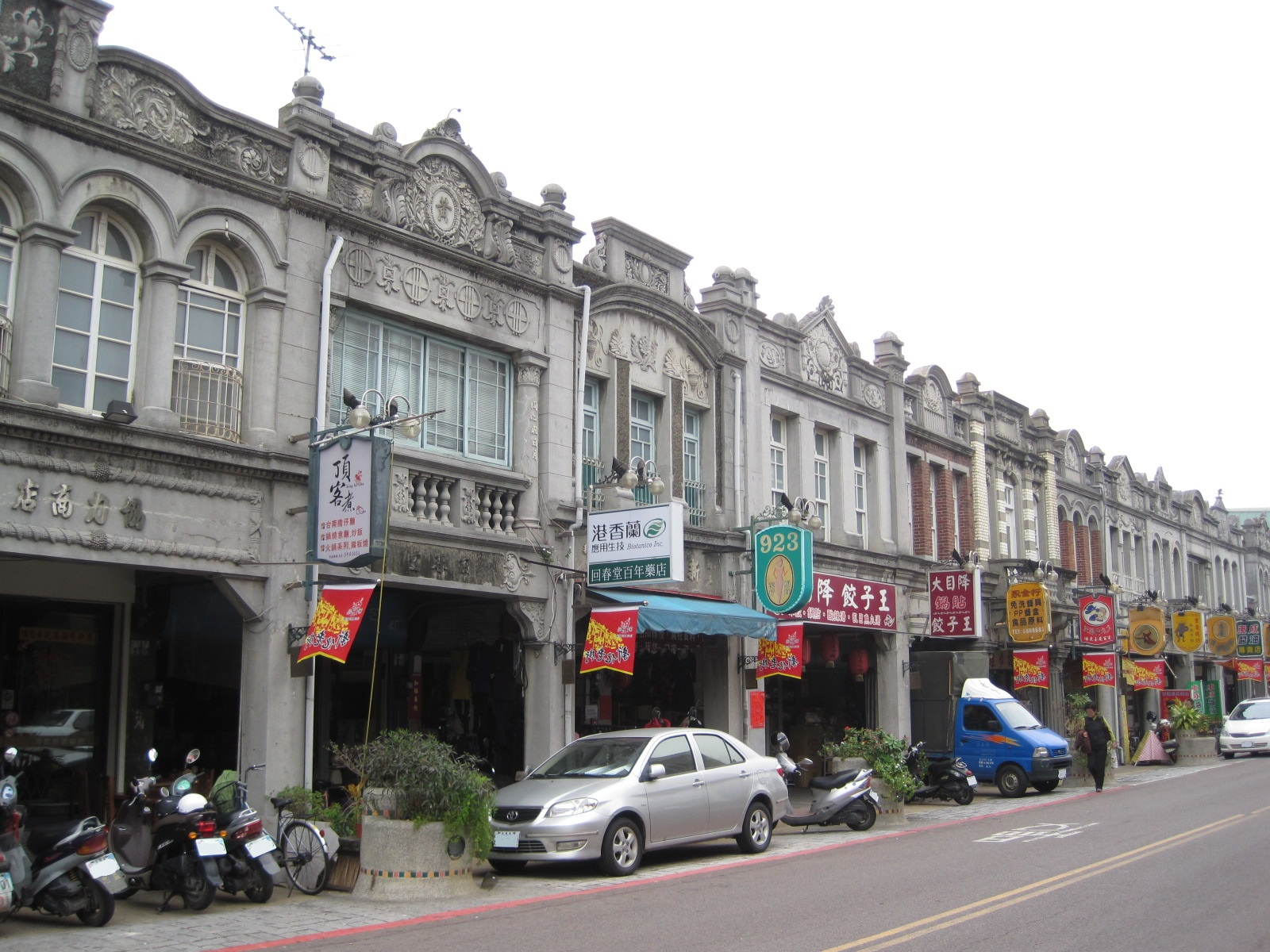
西側街屋

新化老街位於臺灣臺南市新化區，曾獲選為南瀛十大歷史建築第一名、臺灣歷史建築百景徵選活動第二名，原本包括了中正路（西邊街）與中山路（南邊街）兩條老街，兩條路交會之處稱為「三角湧」，為昔日山區集貨買賣驛站，但中山路老街屋已在1995年的道路拓寬工程中被拆除，僅餘中正路上的老街屋。由於老街兩旁的街屋建築年代相差約17年，故有兩種建築風格並存。

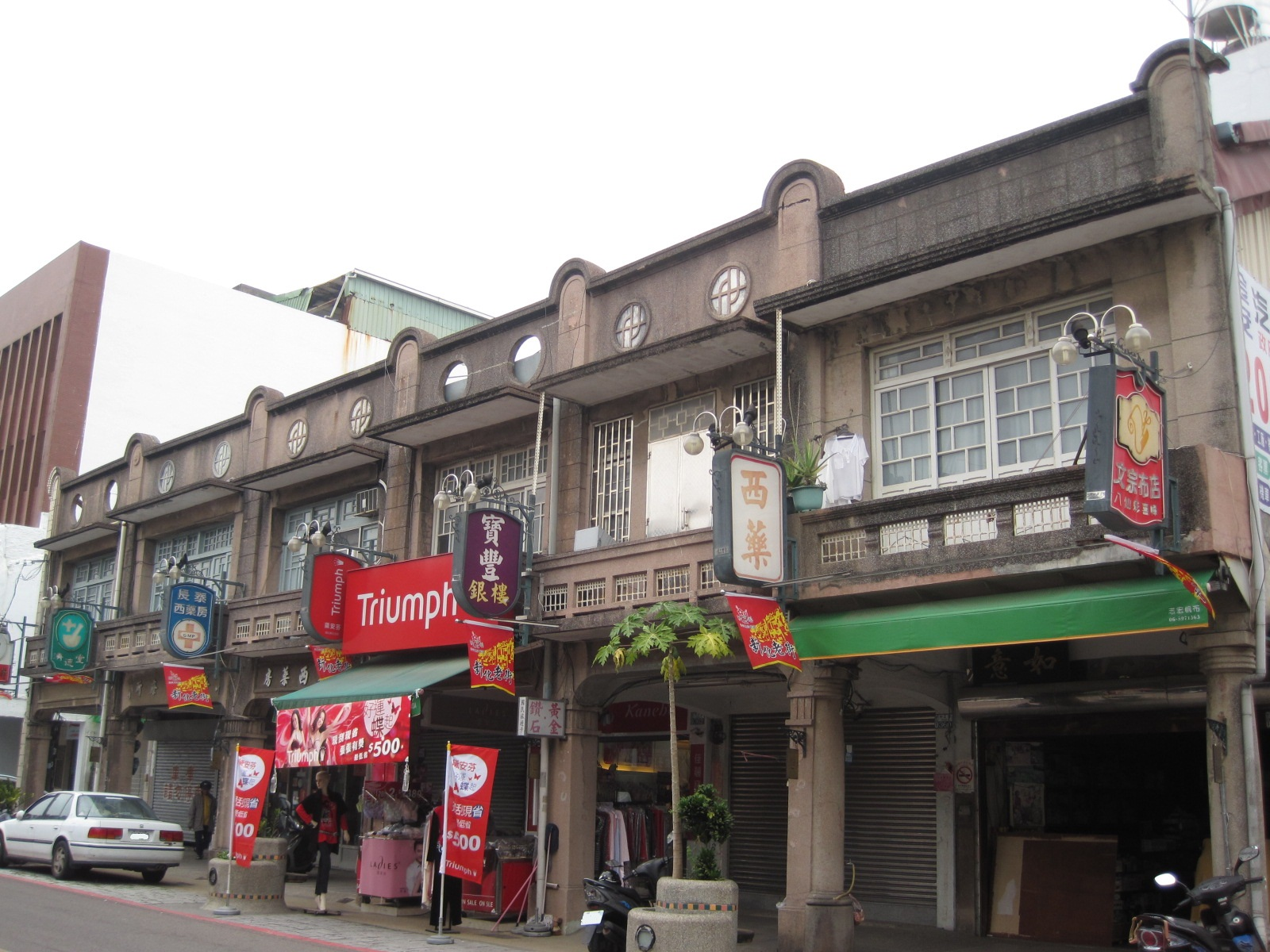
東側街屋。照片中最左側，側面是白色牆壁的建物為拉皮前的一銀新化分行

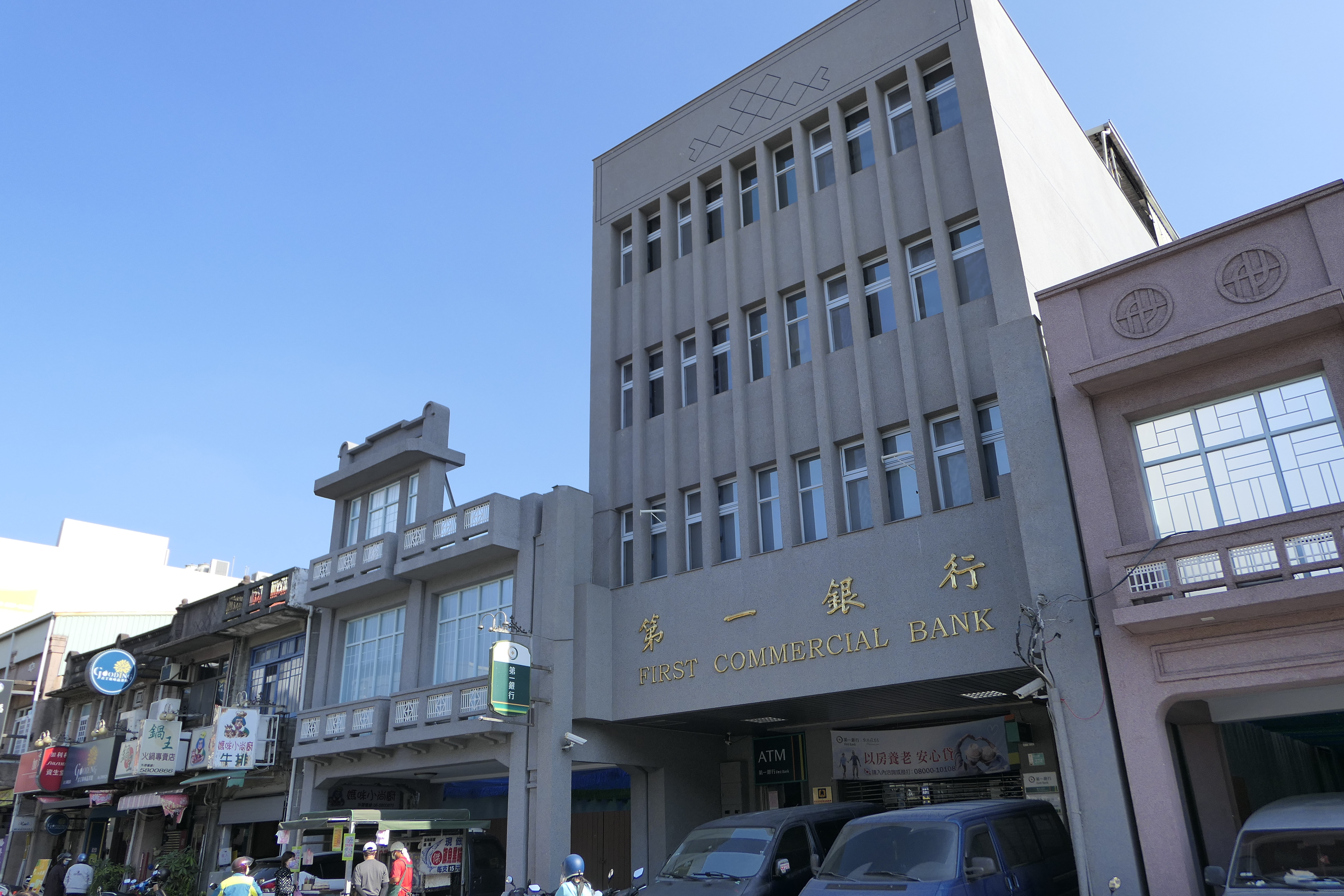
第一銀行新化分行與兩旁重建的街屋立面

## 沿革
在臺灣日治時期的1920年，在新化設置了臺南州新化郡役所後，進行了「市區改正」工程而將今中正路從6公尺拓寬為12公尺。而後在1921年，布商林茂己耗費三千圓請來綽號「躼跤壽仔」的匠師興建洋樓（今中正路435號），隨後引來鄰近商家效仿，約到了1926年左右今中正路西側便都改建成洋樓。至於東側街屋則是在1937年拓寬馬路興建排水溝時拆除改建，改建時農會提供2000圓的無息貸款。先動工的是東邊街（中正路東邊街屋）南段，於1928年進行，而原本位在這裡的朝天宮也是在這時被迫遷到今址。當時在此工作的匠師連同外地來的共有10人，而整個東邊街改建工程於1937年左右完成。
後來到了1995年，新化鎮公所規畫都市改造計畫，將中山路從12公尺拓寬為15公尺，因而拆掉了原有街屋。後來由成功大學建築系教授王明蘅率先發起老街保存的口號，而一些地方文史工作者也予以響應，先後於1998年與1999年成立「新化鎮文史工作室」與「新化老街文化展望會」，最後在1999年1月25日的「老街在發展保存與拓寬研商公聽會上」，以22戶贊成保存、5戶反對、8票無意見的結果確定保存中正路街屋。之後新化老街在向政府機關申請經費後，進行了許多維修與美化等工程。不過在2001年，第一銀行新化分行將兩邊的三棟街屋給打掉打算蓋起新大樓，經居民抗議之後，總行方面在抗議現場承諾編列預算處理。但之後長期未動工處理街屋立面問題，被拆除的街屋原只被當作停車場。
2020年11月到次年8月，臺南市政府文化局補助西邊街11戶商店維護騎樓與立面，並統一製作新的招牌。2022年1月3日上午，第一銀行新化分行兩側街屋立面重建工程正式動工。

## 建築特色

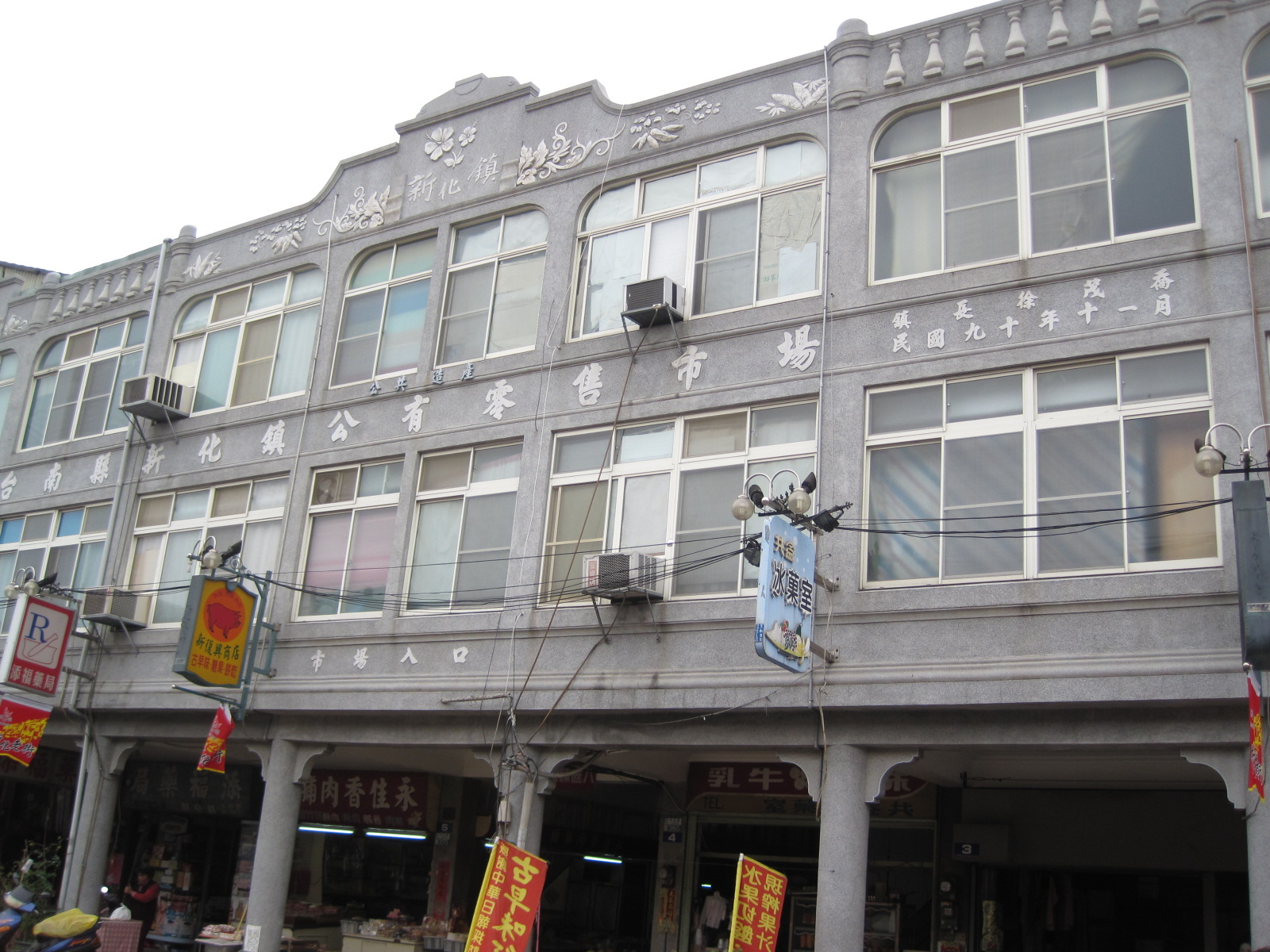
位在老街街尾的市場

西側街屋的特色為磚造騎樓柱、木格柵樓板與巴洛克風格的女兒牆，立面多採洗石子工法並做有盾牌飾與花草飾等裝飾圖案。東側街屋為二層樓高的現代主義式街屋，立面多切割為三開間並有幾何形狀的鑄鐵欄杆做裝飾，此外均設有陽臺。兩相比較之下，東側街屋立面的裝飾較西側街屋簡潔。